# Der Moment der Wahrheit
Der Moment der Wahrheit (Originaltitel: Truth) ist eine US-amerikanische Filmbiografie des Regisseurs James Vanderbilt aus dem Jahr 2015 über die von Cate Blanchett verkörperte Produzentin Mary Mapes und den Moderator Dan Rather, der von Robert Redford gespielt wird.

## Handlung
Mary Mapes engagiert im Jahr 2004 wegen Problemen mit ihrem Arbeitgeber, dem US-Sender CBS, einen Anwalt. Sie hatte mit ihrem Team recherchiert, wie der spätere US-Präsident George W. Bush in die Nationalgarde aufgenommen wurde, dort allerdings von seinen Vorgesetzten nicht beurteilt werden konnte, weil er über ein Jahr keinen Dienst geleistet hatte. Ein Informant hatte Mary zwei Schreiben übergeben, die Dan Rather in der CBS-Sendung 60 Minutes als Beleg für Bushs Verfehlung präsentiert hatte. Bei der Untersuchung durch eine Anwaltskanzlei stellte sich heraus, dass diese beiden Schreiben möglicherweise gefälscht waren. Mary Mapes wurde entlassen, ihr Team und die Vorgesetzten wurden um Aufgabe ihrer Posten gebeten. Dan Rather beendete seine Position als Moderator. Mapes’ Karriere im US-Fernsehen endet abrupt.
Der Film erzählt die Geschichte aus Sicht von Mary Mapes zum großen Teil als Rückblende.

## Rezeption
Der Film erhielt überwiegend gemischte bis positive Kritiken. Bei Metacritic erhielt er einen Metascore von 66/100 basierend auf 35 Rezensionen, bei Rotten Tomatoes waren 62 Prozent der 147 Rezensionen positiv.
Der Filmdienst meinte, Der Moment der Wahrheit sei „eine spannend inszenierte Scheindokumentation des Geschehens, die nicht zuletzt durch die Besetzung der Hauptrollen mit prominenten Stars unverkennbare Züge der Manipulation“ trage.